# Ferricythere
Ferricythere is een geslacht van kreeftachtigen uit de klasse van de Ostracoda (mosselkreeftjes).

## Soorten
- Ferricythere cocacolaria Hu & Tao, 2008
- Ferricythere curtialata Gou, Huang & Zheng, 1983
- Ferricythere elliptica (Ho, 1982)
- Ferricythere oblonga (Hu, 1976)
- Ferricythere shiushyi Hu & Tao, 2008
- Ferricythere tsanbana Hu & Tao, 2008